# Dellia gemmicula
Dellia gemmicula är en insektsart som beskrevs av Rehn, J.A.G. och Morgan Hebard 1938. Dellia gemmicula ingår i släktet Dellia och familjen gräshoppor. Inga underarter finns listade i Catalogue of Life.